# Дреновци (Долнени)
Дреновци (мкд. Дреновци) су насеље у Северној Македонији, у средишњем делу државе. Дреновци припадају општини Дољнени.

## Географија
Насеље Дреновци је смештено у средишњем делу Северне Македоније. Од најближег већег града, Прилепа, насеље је удаљено 20 km северно.
Дреновци се налазе у североисточном делу Пелагоније, највеће висоравни Северне Македоније. Насељски атар је у јужном делу равничарски, без већих водотока, док се даље ка северу и истоку издиже планина Бабуна. Надморска висина насеља је прилибжно 760 метара.
Клима у насељу је планинска због знатне надморске висине.

## Становништво
По попису становништва из 2002. године, Дреновци су имали 231 становника.
Претежно становништво у етнички Македонци (100%).
Већинска вероисповест у насељу је православље.